# Парникель, Борис Борисович
Бори́с Бори́сович Парникель (8 ноября 1934 года, Москва — 13 марта 2004 года, Москва) — советский и российский востоковед-малаист, литературовед.

## Биография
Родился в семье служащего.
В 1958 году окончил МГИМО МИД СССР. В 1960 году в течение девяти месяцев служил в ВМФ во Владивостоке. В 1958—1960 годах работал научным сотрудником Института народов Азии. С 1962 по 1969 год Б. Б. Парникель заведовал отделом редакции журнала «Народы Азии и Африки». В 1967 году стал секретарём, а в 1971 году председателем «Малайско-индонезийских чтений» (Институт стран Азии и Африки при МГУ им. М. В. Ломоносова, Московский филиал ГО СССР). С 1969 года работал в Институте мировой литературы АН СССР. В 1973 году защитил диссертацию на соискание степени кандидата филологических наук «К вопросу о корнях малайскоязычной словесности и её место в кругу литератур Индонезийского архипелага». В 1990 году Б. Б. Парникель создал и до 2004 года возглавлял Общество «Нусантара». В 1991 году ему была присвоена докторская степень за монографию «Региональные художественные традиции и инонациональное культурное воздействие в развитии литератур индонезийского архипелага и Малайского полуострова (IX—XIX вв.)».

## Научная деятельность
Своими работами Парникель Б. Б. создал новое научное направление — малайское литературоведение и заложил основы сравнительного исследования литератур и фольклора Нусантары (малайского островного мира). Большой заслугой учёного является перевод на русский и публикация памятника классической малайской литературы «Повесть о Ханг Туахе».
Б. Б. Парникель был хорошо известен за рубежом. Он являлся представителем России в редколлегии журнала «Индонезия и малайский мир» (Indonesia and the Malay World, Лондон), «Excerpta Indonesica» (Лейден), членом-корреспондентом Королевского института языкознания, страноведения и этнологии (Нидерланды), гостем-писателем Совета по языку и литературе Малайзии (Куала-Лумпур, 1990/1991), приглашенным профессором Университета Малайя (Малайзия, 1996/1997) и адъюнкт-профессором Университета естественных наук (Пинанг, Малайзия, 1998/2000). Парникель Б. Б. — автор около 200 работ, в том числе на малайзийском и английском языках.

Б. Б. Парникель (в центре) с коллегами из Малайзии (Мухаммад Хаджи Саллех) и Индонезии (Виратмо Сукито) на международном семинаре Общества «Нусантара» в 1996 г.

### Основные труды
- Александр Блок и Хайрил Анвар // Народы Азии и Африки. 1965. № 4. — С. 134—137.
- Парникель Б. Б. Некоторые вопросы балийской истории и культуры // Народы Азии и Африки. 1967, № 1.
- К вопросу о корнях малайско-язычной словесности и её месте в кругу литератур индонезийского архипелага. — М.: ИВ АН СССР, 1972.
- Парникель Б. Б. Трансформация и переосмысление заимствованного литературного материала (индийские эпические герои в Нусантаре) // Типология и взаимосвязи литератур Востока и Запада. М., 1974.
- Парникель Б. Б. Относительно полисемантичности малайскоязычной «Повести о Санг Боме» — типологические исследования по фольклору // Сборник памяти В. Я. Проппа. М., 1975.
- Парникель Б. Б. Введение в литературную историю Нусантары IX—XIX вв. М., 1980. 244 с. (Рец.: Lombard D.// Archipel. 1981, T. 22; Krupa V. // Asian and African Studies. 1983, vol. 18; Брагинский В. И. // НАА. 1984, № 5; Eisengarten R. // Orientalistische Literaturzeitung. 1986, № 86).
- Парникель Б. Б. О фольклорном сродстве народов Юго-Восточной Азии. — Традиционное и новое в литературах Юго-Восточной Азии. М., 1982.
- (Перевод с малайского, предисловие и примечания) Повесть о Ханг Туахе. М.: «Наука», Гл. ред. вост. лит., 1984.
- Литературы Индонезийского архипелага и Малакки // История всемирной литературы: в 9 томах. Т. 5. М., 1988. С. 555—557.
- [Публ. текста, пер. с малайск., предисл., примеч., прилож.] Аванг Семерах Муда. Малайское сказание, записанное от Сидина бин Далиба. Транскрипция Мухаммада бин Шахидана. М.: «Наследие», 1994.
- Boris Parnickel. Penelitian Sastera Nusantara di Rusia. Kuala Lumpur: DBP, 1995.
- Boris Parnickel. Perkembangan Sastera Nusantara Serumpun (Abad ke-7 — ke-19). Kuala Lumpur: DBP, 1995.
- Boris Parnickel. Kajian perbandingan genre kesusasteraan lisan terpilih (pendekatan melalui puitika sejarahan) [Сравнительное изучение избранных жанров устной словесности. Аспекты исторической поэтики]. Jil. 1. [Minden]: Universiti Sains Malaysia, [2000]. 161 ms.
- Парникель Б. Б. Сривиджайская эпиграфика и проблема древнемалайской «буддийской литературы» // Буддизм и литература. Отв. ред. Н. И. Никулин. М.: «Наследие», 2003. С. 264—292.

На семинаре, посвящённом Б. Б. Парникелю в Институте мировой литературы. С воспоминаниями об учёном выступает Евгения Сергеевна Кукушкина

## Память
- В 2004 году Общество «Нусантара» посвятило памяти Б. Б. Парникеля сборник статей в серии «Малайско-индонезийские исследования», вып. XVI.
- 6 февраля 2014 года в Институте мировой литературы им. А. М. Горького состоялся семинар, посвящённый Б. Б. Парникелю (в связи с 10-й годовщиной смерти).